# Södra Bergundasjön
Södra Bergundasjön eller Södresjö är en sjö i Växjö kommun i Småland och ingår i Mörrumsåns huvudavrinningsområde. Sjön är 5,4 meter djup, har en yta på 4,32 kvadratkilometer och befinner sig 160 meter över havet. Sjön avvattnas av vattendraget Bergundakanal. Vid provfiske har en stor mängd fiskarter fångats, bland annat abborre, björkna, braxen och gers.

## Delavrinningsområde
Södra Bergundasjön ingår i det delavrinningsområde (630276-143765) som SMHI kallar för Utloppet av Södresjö. Medelhöjden är 169 meter över havet och ytan är 21,18 kvadratkilometer. Räknas de 4 avrinningsområdena uppströms in blir den ackumulerade arean 41,85 kvadratkilometer. Bergundakanal som avvattnar avrinningsområdet har biflödesordning 2, vilket innebär att vattnet flödar genom totalt 2 vattendrag innan det når havet efter 110 kilometer. Avrinningsområdet består mestadels av skog (34 %). Avrinningsområdet har 4,6 kvadratkilometer vattenytor vilket ger det en sjöprocent på 21,7 %. Bebyggelsen i området täcker en yta av 5,54 kvadratkilometer eller 26 % av avrinningsområdet.

## Fisk
Vid provfiske har följande fisk fångats i sjön:
- Abborre
- Björkna
- Braxen
- Gärs
- Gädda
- Gös
- Löja
- Mört
- Sarv
- Sutare